# Conopora laevis
Conopora laevis is een hydroïdpoliep uit de familie Stylasteridae. De poliep komt uit het geslacht Conopora. Conopora laevis werd in 1878 voor het eerst wetenschappelijk beschreven door Studer. 